# Cecima
Cecima är en ort och kommun i provinsen Pavia i regionen Lombardiet i Italien. Kommunen hade 227 invånare (2018).